# Michele Pazienza (politico)
Michele Pazienza (Napoli, 7 gennaio 1928 – Roma, 24 marzo 2013) è stato un politico e avvocato italiano.

## Carriera politica
Michele Pazienza è stato eletto due volte senatore, nel 1972 e nel 1976, entrambe le volte nella lista del Movimento Sociale Italiano - Destra Nazionale. Dal 26 maggio 1972 al 4 luglio 1976 fu segretario del gruppo MSI-DN. Nella VI legislatura (1972-1976) è stato membro della 6ª Commissione permanente (Finanze e tesoro) e della Commissione parlamentare per il parere al Governo sui testi unici concernenti la riforma tributaria. Inoltre dal 12 dicembre 1974 al 4 luglio 1976 è stato anche membro della Commissione parlamentare per il parere al governo in materia di mercato mobiliare e di società per azioni.  
Confermato senatore nella VII Legislatura nel 1976 per il medesimo partito, fu ancora segretario del Movimento Sociale Italiano - Destra Nazionale dal 9 luglio 1976 al 31 gennaio 1977 e segretario della Presidenza del Senato dal 9 luglio 1976 al 19 giugno 1979. Il 31 gennaio 1977 lasciò il gruppo parlamentare MSI-DN per aderire a Democrazia Nazionale - Costituente di Destra, di cui fu segretario del gruppo parlamentare dal 2 febbraio 1977 al 19 giugno 1979.
Sempre nella VII legislatura fu membro della 2ª Commissione permanente (Giustizia) dall'8 giugno 1977 al 26 luglio 1978 e della 10ª Commissione permanente (Industria, commercio, turismo) dal 15 febbraio 1977 al 19 giugno 1979. Fu inoltre confermato come membro della Commissione parlamentare di vigilanza sull'anagrafe tributaria e nominato membro della Commissione consultiva nuova tariffa generale dazi doganali (l. 13/1965) e della Commissione parlamentare per il parere al Governo sui testi unici concernenti la riforma tributaria. Termina il proprio mandato parlamentare nel 1979.
Muore a Roma nel 2013, all'età di 85 anni.